# پرستودریایی کاکلی کوچک

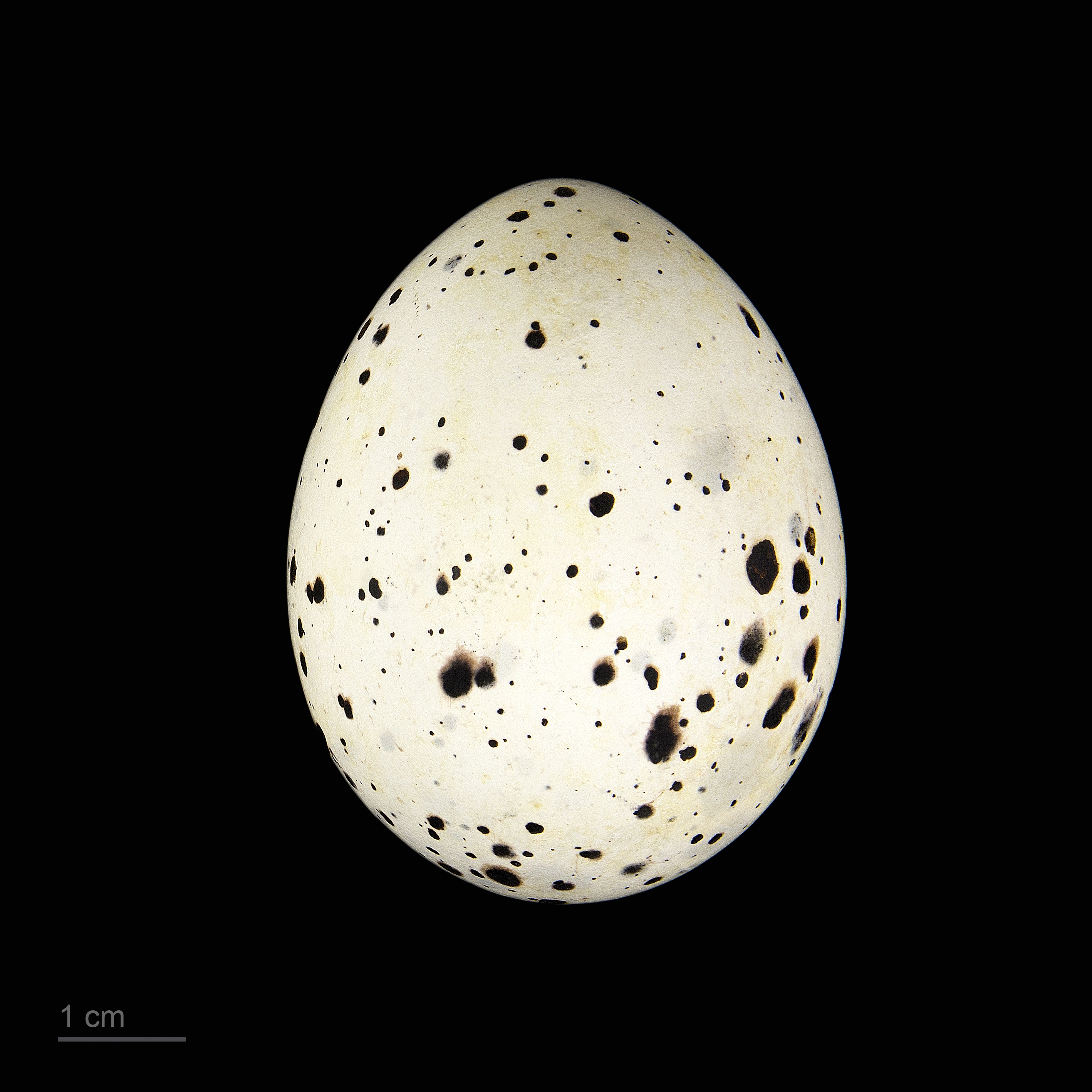
Thalasseus bengalensis

پرستودریایی کاکلی کوچک (نام علمی: Thalasseus bengalensis)، گونه‌ای پرستودریایی است که عضو سرده پرستودریایی کاکلی به‌شمار می‌رود. گسترهٔ پراکندگی این پرستوی دریایی از دریای سرخ و اقیانوس هند تا غرب اقیانوس آرام است.

## توصیف ظاهری

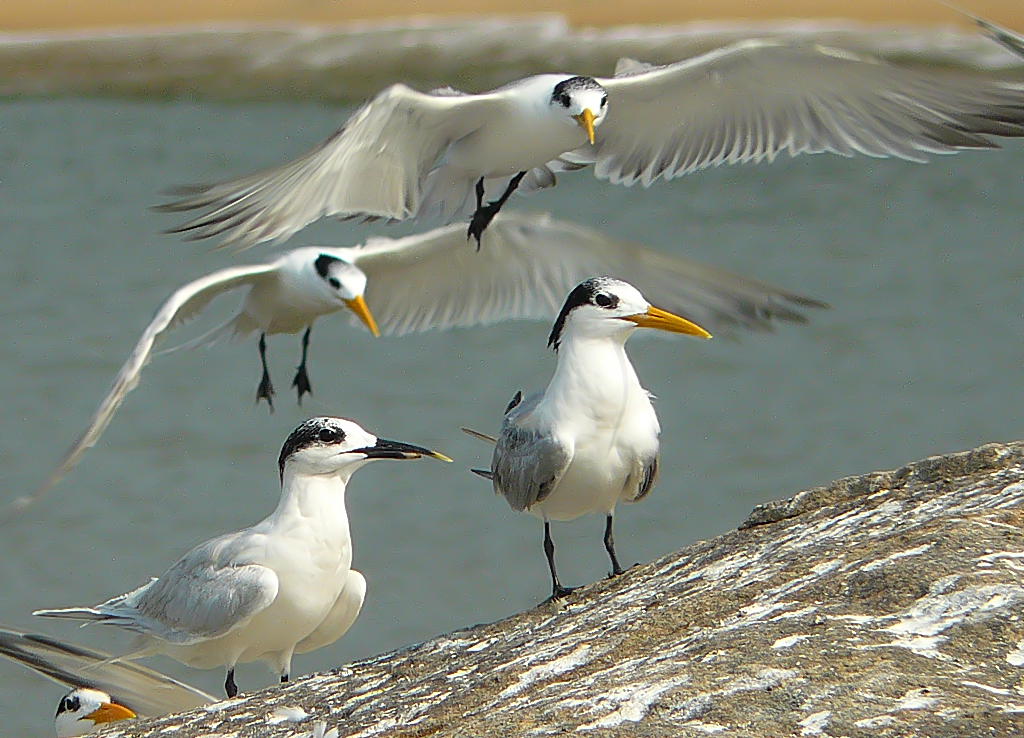
پرستودریایی کاکلی کوچک

طول بدن کاکلی کوچک ۳۶ تا ۴۱ سانتی‌متر است. اندازهٔ جثهٔ این پرستو به گونه‌ای تقریبی برابر با پرستودریایی تک‌زرد است ولی شباهت ظاهری زیادی به کاکلی بزرگ دارد اگرچه کوچک‌تر از آن است و همچون آن بی‌صدا است. جبه و دم خاکستری کم‌رنگ‌تر و منقار زرد نارنجی دارد؛ همچنین، سبُک‌پروازتر از کاکلی بزرگ است.
منقار کاکلی کوچک نازک و کشیده به رنگ زرد نارنجی، روتنه‌اش خکستری، دم و دمگاه خاکستری کمرنگ و کاکل پسِ‌سرش سیاه است. در تابستان‌ها تارک و پیشانی نیز به رنگ سیاه در می‌آیند. در بیشتر هنگام سال اما پیشانی سفید است. در زمستان منقار نارنجی کم‌رنگ مایل به زرد و تارک و کاکل سیاه هستند و رگه‌هایی سفید در آن‌ها دیده می‌شود.

## زیستگاه
پرستودریایی کاکلی کوچک در مناطق ساحلی دریاها و جزایر داخل دریا زندگی می‌کند و به صورت گروهی در شن‌های ساحل یا ساحل شنی جزایر داخل دریا آشیانه می‌سازد. در ایران، در مناطق جنوبی به صورت بومی نسبتاً فراوان است.